# Beata Śniecikowska
Beata Śniecikowska, również jako Beata Anna Śniecikowska – polska polonistka, literaturoznawczyni i historyczka sztuki.
Absolwentka Uniwersytetu Łódzkiego (filologia polska 2000, historia sztuki 2003). W 2005 uzyskała stopień doktora a w 2017 stopień doktora habilitowanego w dziedzinie nauk humanistycznych. Od 2005 pracuje w Instytucie Badań Literackich Polskiej Akademii Nauk. Pracuje również na Uniwersytecie Łódzkim na stanowisku profesora. Bada związki kultury europejskiej z kulturą Dalekiego Wschodu a także nowoczesną literaturę i sztuki wizualne. Współpracuje z Ośrodkiem Badań nad Awangardą Uniwersytetu Jagiellońskiego.

## Wybrane publikacje
- Nuż w uhu. Koncepcje dźwięku w poezji polskiego futuryzmu (Wydawnictwo Naukowe Uniwersytetu Mikołaja Kopernika, Toruń 2017), wydanie II poprawione i uzupełnione
- Haiku po polsku. Genealogia w perspektywie transkulturowej (Wydawnictwo Uniwersytetu Mikołaja Kopernika, Toruń 2016), seria: Monografie Fundacji na rzecz Nauki Polskiej
- Nuż w uhu. Koncepcje dźwięku w poezji polskiego futuryzmu (Wydawnictwo Uniwersytetu Wrocławskiego, Wrocław 2007), seria: Monografie Fundacji na rzecz Nauki Polskiej. Seria Humanistyczna
- Słowo – obraz – dźwięk. Literatura i sztuki wizualne w koncepcjach polskiej awangardy 1918-1939 (Universitas, Kraków 2005), seria: Modernizm w Polsce